# The Little Darling
The Little Darling is een Amerikaanse stomme en korte film uit 1909 onder regie van D.W. Griffith.

## Verhaal
Als een vriend aan een groep vrijgezellen in een pension schrijft dat haar dochter ze komt bezoeken, kopen ze allemaal speelgoed voor het "kleine meisje". Als ze echter een aantrekkelijke vrouw blijkt te zijn, gaan ze al gauw allemaal achter haar aan.

## Rolverdeling
| Acteur             | Personage         |
| ------------------ | ----------------- |
| Mary Pickford      | Het Meisje        |
| Charles Avery      | Man in Pension    |
| Verner Clarges     | Man in Pension    |
| John R. Cumpson    | Man in Pension    |
| Robert Harron      | -                 |
| Arthur V. Johnson  | Man in Pension    |
| James Kirkwood     | Man in Winkel     |
| Owen Moore         | Man in Pension    |
| George Nichols     | Man in Winkel     |
| Anthony O'Sullivan | Man in Pension    |
| Billy Quirk        | Man in Pension    |
| Lottie Pickford    | -                 |
| Gertrude Robinson  | Mevrouw in Winkel |
| Mack Sennett       | Man in Pension    |
| Henry B. Walthall  | Man in Pension    |
| Kate Toncray       | -                 |
| Dorothy West       | -                 |